# Asesinato de Mahsa Amini
El 13 de septiembre de 2022 la mujer iraní de origen kurdo Mahsa Amini (en persa: مهسا امینی), también conocida como Jina Amini (en persa: ژینا امینی), de 22 años, fue detenida por la Patrulla de orientación del gobierno iraní por supuestamente no usar el hijab de acuerdo con las normas. establecida en Teherán, Irán. Mientras estuvo bajo custodia policial, los informes de los testigos indicaron que fue brutalmente golpeada. Amini murió el 16 de septiembre de 2022 en un hospital de Teherán, Irán. Oficialmente, las autoridades afirmaron que sufrió un infarto, entró en coma y murió en el hospital. Sin embargo, los testigos afirman que fue víctima de la brutalidad policial, lo cual fue negado por las autoridades iraníes. lo que sugiere que su muerte fue resultado directo de los ataques que sufrió mientras estaba detenida. Además de los exámenes médicos filtrados, llevaron a algunos observadores a creer que Amini sufrió una hemorragia cerebral o un derrame cerebral debido a las lesiones en la cabeza sufridas después de su arresto.
La muerte de Amini dio lugar a una serie de protestas descritas por CNN como más generalizadas que las de 2009, 2017 y 2019, y por The New York Times como las protestas iraníes más grandes desde al menos 2009. Algunas manifestantes se quitaron el hijab o se lo cortaron públicamente. llevar el pelo como acto de protesta. Iran Human Rights informó que, hasta diciembre de 2022, al menos 476 personas habían sido asesinadas por las fuerzas de seguridad que atacaban protestas en todo el país. Amnistía Internacional informó que, en algunos casos, las fuerzas de seguridad iraníes dispararon contra grupos con munición real y en otros mataron a manifestantes golpeándolos con porras. La muerte de Amini encendió el movimiento global Mujeres, Vida, Libertad, arraigado en sus orígenes kurdos, que exige el fin de las leyes obligatorias sobre el hijab y otras formas de discriminación y opresión contra las mujeres en Irán.
En un informe publicado el 8 de marzo de 2024, el Consejo de Derechos Humanos de las Naciones Unidas concluyó que la muerte de Amini fue causada por la violencia física que sufrió mientras estaba bajo custodia policial moral. El informe responsabilizaba a Irán de su muerte y afirmaba que el gobierno intentó ocultar la verdad e intimidar a la familia de Amini en lugar de realizar una investigación imparcial. Además, el informe encontró evidencia de violaciones generalizadas de derechos humanos durante la respuesta de Irán a las protestas de 2022 y 2023, muchas de ellas constituyen crímenes contra la humanidad.

## Antecedentes
Irán introdujo un código de vestimenta obligatorio para las mujeres, de acuerdo con su interpretación de las normas islámicas, poco después de la Revolución iraní de 1979. El 7 de marzo, menos de un mes después de la revolución, el recién nombrado líder supremo Jomeini decretó el hijab (islámico). velo) es obligatorio para todas las mujeres en su lugar de trabajo. Además, decretó que a las mujeres ya no se les permitiría ocupar ningún cargo gubernamental sin el hijab, ya que estarían "desnudas" sin él. Jomeini dijo que no necesitan usar un manto que cubra todo el cuerpo. Dijo que las mujeres pueden elegir cualquier tipo de vestimenta que quieran siempre que las cubra adecuadamente y tenga un hijab. Su sucesor, Ali Jamenei, ha afirmado que el hijab no impide en modo alguno las actividades sociales, políticas o académicas.
Después de la revolución, tanto las fuerzas del orden como los vigilantes progubernamentales denunciaron violencia y acoso contra mujeres que no llevaban el hijab de acuerdo con las normas del gobierno iraní. A partir de 1980, a las mujeres no se les permitía entrar en edificios gubernamentales o públicos, ni asistir al lugar de trabajo sin el hijab. En 1983, se introdujo en el código penal la obligatoriedad del uso del hijab en público, estableciendo que “las mujeres que aparezcan en público sin el hijab religioso serán condenadas a latigazos de hasta 74 latigazos”. Sin embargo, en la práctica, varias mujeres, como Saba Kord Afshari y Yasaman Aryani, fueron condenadas a duras penas de prisión.
En las décadas de 2010 y 2020, la vestimenta en la sociedad iraní ha experimentado cambios significativos y las mujeres jóvenes en particular han comenzado a ser más liberales con respecto a las reglas del hijab. Esto llevó a la Patrulla de orientación, la policía moral de Irán, a lanzar campañas intermitentes para amonestar verbalmente o arrestar violentamente y "reeducar" a las mujeres que consideraban que llevaban el hijab incorrectamente. En circunstancias habituales, los detenidos son llevados a un centro donde se les vuelve a instruir sobre las normas de vestimenta, antes de exigirles que firmen un compromiso de cumplirlas y luego se les permite salir con su familia.
Las protestas contra la obligatoriedad del hijab han sido comunes desde 1979. Una de las protestas más grandes ocurrió entre el 8 y el 14 de marzo de 1979, comenzando en el Día Internacional de la Mujer, el día después de que la República Islámica introdujera las reglas del hijab. Las protestas contra las normas obligatorias del hijab continuaron, como durante las protestas de 2019-2020, cuando los manifestantes atacaron una furgoneta de la Patrulla de Orientación y liberaron a dos mujeres detenidas.
En 2020, dos representantes del líder del gobierno iraní Ali Khamenei dijeron por separado que las mujeres que usan velos inapropiados deberían sentirse "inseguras". Más tarde, los representantes dieron marcha atrás y dijeron que sus comentarios fueron malinterpretados. Entre la población general, una encuesta independiente realizada el mismo año mostró que el 58% de los iraníes no creían plenamente en el hijab y el 72% estaban en contra de las normas obligatorias sobre el hijab. Sólo el 15% insistió en la obligación legal de llevarlo en público.

### Víctima
Mahsa Amini nació el 21 de septiembre de 1999 en una familia kurda en Saqqez, una provincia del Kurdistán en el noroeste de Irán. Aunque Mahsa era su nombre oficial persa, su nombre kurdo era Jina, y ese era el nombre que usaba su familia. Su padre es empleado de una organización gubernamental y su madre es ama de casa. Asistió a la escuela secundaria para niñas Taleghani en Saqqez y se graduó en 2018. En el momento de su muerte, Amini acababa de ser admitida en la universidad con el objetivo de convertirse en abogada.
El primo de Amini, un activista político de izquierda perteneciente al partido Komala y un combatiente peshmerga que vive autoexiliado en el Kurdistán iraquí, fue el primer miembro de la familia de Amini en hablar con los medios de comunicación tras su muerte. Desmintió las afirmaciones del gobierno iraní de que Amini estuviera involucrado en alguna política. En cambio, Amini fue descrita como una "residente tímida y reservada" de su ciudad natal que evitaba la política, nunca fue políticamente activa cuando era adolescente y no era activista. La familia de Amini la describió como una joven sana de 22 años que no tenía problemas de salud previos, lo que contrasta con las afirmaciones del gobierno iraní de que tenía problemas de salud previos.

## Detención y Asesinato
Amini vino a Teherán para visitar a su hermano y el 13 de septiembre de 2022 fue arrestada por la Patrulla de Orientación en la entrada de la autopista Shahid Haghani en Teherán mientras estaba en compañía de su familia. Luego fue trasladada a custodia de Seguridad Moral. A su hermano, que estaba con ella cuando fue arrestada, le dijeron que la llevarían al centro de detención para una “clase informativa” y la liberarían una hora más tarde. Posteriormente, a su hermano le informaron que su hermana había sufrido un infarto y un infarto cerebral en la comisaría a donde la llevaron. Dos horas después de su arresto, la llevaron al hospital de Kasra.
Según la prima de Amini, fue torturada e insultada en la furgoneta, como testificaron sus compañeros de detención. Al llegar a la comisaría comenzó a perder la visión y se desmayó. La ambulancia tardó 30 minutos en llegar y una hora y media en llegar al hospital de Kasra.
Durante dos días, Amini estuvo en coma en el Hospital Kasra de Teherán. El 16 de septiembre, la periodista Niloofar Hamedi (posteriormente arrestada) contó la historia de su coma y publicó en Twitter una foto del padre y la abuela de Amini llorando y abrazándose en el pasillo del hospital. Amini murió en la unidad de cuidados intensivos ese día.

### Consecuencias
Según la BBC, los testigos dijeron que Amini fue golpeada por la policía poco después de su arresto mientras estaba en la camioneta policial. El 17 de septiembre, la policía iraní negó las acusaciones de golpiza y afirmó que "sufrió una insuficiencia cardíaca repentina".
La clínica donde fue tratada Amini publicó un comunicado en Instagram diciendo que ya tenía ella muerte cerebral cuando ingresó, alrededor del 13 de septiembre. El 19 de septiembre la publicación fue eliminada.
El 17 de septiembre, el jefe de policía de Teherán declaró que los motivos del arresto de Amini fueron un pañuelo inadecuado en la cabeza y pantalones ajustados.
El 19 de septiembre, la policía publicó imágenes de CCTV que mostraban a una mujer, a quien identificaron como Amini, hablando con un oficial. En las imágenes, el oficial agarra la ropa de Amini, y Amini se sostiene la cabeza entre las manos y se desmaya. El padre de Amini consideró las imágenes como una “versión editada” de los hechos.
El hermano de Amini notó hematomas en la cabeza y las piernas. Las mujeres que fueron detenidas con Amini dijeron que la golpearon brutalmente por resistirse a los insultos y maldiciones de los agentes que la arrestaron.
Las fotos publicadas en el hospital muestran a Mahsa Amini sangrando por la oreja y con moretones debajo de los ojos. En una carta fechada el 18 de septiembre, el doctor Hossein Karampour (el más alto funcionario médico de la provincia de Hormozgan), subrayó que tales síntomas "no corresponden a las razones dadas por algunas autoridades que han declarado que la causa es un ataque cardíaco... (más bien, son consistentes con) una lesión en la cabeza y el sangrado resultante". Esto también fue confirmado por supuestos exámenes médicos de su cráneo, filtrados por hacktivistas, que mostraron ella fractura ósea, hemorragia y edema cerebral.
Según Iran International, el gobierno iraní estaba falsificando registros médicos falsos de Amini, mostrando que tenía antecedentes de enfermedades cardíacas. El 20 de septiembre, Massoud Shirvani, un neurocirujano, declaró en la televisión estatal que Amini tenía un tumor cerebral que ella fue extirpado cuando tenía ocho años.
Respecto a varias afirmaciones del gobierno, el padre de Mahsa Amini (Amjad Amini) dijo a la BBC alrededor del 22 de septiembre que "están mintiendo... Ella nunca tuvo ningún problema de salud, nunca fue operada". (Dos compañeros de clase, entrevistados por la BBC, dijeron que no sabían que Mahsa estuvo alguna vez en el hospital). Amjad dijo que no le permitieron ver el informe de la autopsia de su hija. Negó que Mahsa estuviera enfermo. “Les pedí que me mostraran las cámaras corporales de los agentes de seguridad, me dijeron que las cámaras se habían quedado sin batería”. Las autoridades iraníes acusaron a Mahsa de vestir ropa indecente cuando fue arrestado; Amjad rechazó esta afirmación y afirmó que siempre usaba un abrigo largo. Amjad dijo que el personal médico le impidió en repetidas ocasiones ver el cuerpo de su hija después de su muerte: "Quería ver a mi hija, pero no me dejaron entrar", y acusó que cuando pidió ver ella informe de la autopsia, le El médico le dijo: “Escribiré lo que quiera y no tiene nada que ver contigo”. Amjad vio el cuerpo después de que lo envolvieran para el funeral y notó moretones en los pies, pero no pudo ver el resto del cuerpo debido al envoltorio. Las autoridades iraníes han negado cualquier lesión en la cabeza o interna.
Según Iran International, el 29 de septiembre, un ex comandante del Cuerpo de la Guardia Revolucionaria de Irán publicó un archivo de audio, quien informó que "fuentes confiables" anónimas decían que el motivo de la muerte de Mahsa Amini fue una lesión en el cráneo y que la lesión fue el resultado de una fuerte paliza.
El abogado de la familia Amini, Saleh Nikbakht, dijo al sitio de noticias en línea Etemad que "médicos respetables" creen que Mahsa recibió golpeada mientras estaba bajo custodia. Nikbakht también dijo que la familia quiere que un comité de investigación investigue su muerte y que se entreguen las imágenes filmadas por la policía después de su arresto.
El 2 de octubre, la familia de Amini reconoció que Amini fue operada por un problema neurológico menor (posiblemente un tumor cerebral) cuando tenía ocho años, pero dijo que estaba bajo control con levotiroxina (un medicamento para tratar el hipotiroidismo) y que los médicos le habían administrado recientemente él el todo claro. Citando a los expertos médicos consultados, la familia afirmó que la condición no estaba relacionada con la muerte de Amini.
El informe forense del 7 de octubre afirmó que la muerte de Amini "no fue causada por golpes en la cabeza y las extremidades" y en cambio vinculó su muerte a condiciones médicas preexistentes, dictaminando que ella había muerto por quiebra múltiple de órganos causada por hipoxia cerebral. El informe afirmaba que Amini había sido operada de un tumor cerebral cuando tenía ocho años. El informe no dice si Amini sufrió alguna herida.
En una carta fechada el 13 de octubre, más de 800 miembros del Consejo Médico de Irán acusaron al jefe del Consejo Médico de Irán de ayudar al gobierno a encubrir la causa de la muerte de Mahsa Amini.
En un artículo del 8 de diciembre, Der Spiegel confirmó con el abuelo de Amini que a Amini le extirparon un tumor cerebral cuando era estudiante de escuela primaria. El abuelo de Amini destacó que el tumor era benigno y afirmó que ella nunca había tenido ningún problema de salud desde la operación. Der Spiegel también difundió un informe de uno de sus dos primos presentes en el arresto de Amini, afirmando que la policía moral había obligado a Amini a subir al vehículo de arresto.
Días después del suceso, un familiar de Amini relataba la versión de la madre de la víctima, según la cual «los policías golpearon a Jhina, la golpearon delante de su hermano [...] La abofetearon, le golpearon las manos y las piernas con una porra», así como también rociaron la cara de su hermano con gas pimienta. Durante el trayecto a la comisaría habrían continuado agrediéndola hasta recibir un golpe en la cabeza con una porra, tras de lo cual quedó inconsciente. Según el mismo testimonio, transcurrió al menos una hora y media entre la llegada a comisaría y el traslado de Amini al hospital, donde los médicos habrían corroborado que la joven recibió «un violento golpe en la cabeza». El 2 de octubre, el abogado de la familia señalaba que médicos independientes habrían confirmado que Mahsa Amini murió a consecuencia de los golpes recibidos y no por patologías previas.

## Reacciones

### protestas
Una serie de protestas y disturbios civiles en curso contra el gobierno de Irán comenzaron en Teherán el 16 de septiembre de 2022 como reacción a la muerte de Amini ese día bajo custodia policial, después de que fuera arrestada por la Patrulla de Orientación supuestamente no usar el hijab de acuerdo con las normas, mientras visitaba Teherán desde Saqqez. Según testigos presenciales, Amini fue brutalmente golpeado por agentes de la Patrulla de Orientación, afirmación negada por las autoridades iraníes.
Las protestas comenzaron horas después de la muerte de Amini, comenzaron en el hospital de Teherán donde fue tratada y se extendieron rápidamente a otras partes del país, primero a la ciudad natal de Amini, Saqqez, y otras ciudades de la provincia de Kurdistán, incluidas Sanandaj, Divandarreh, Baneh y Bijar. En respuesta a estas manifestaciones, a partir del 19 de septiembre, el gobierno iraní implementó cierres regionales del acceso a Internet. A medida que crecieron las protestas, se impuso un apagón generalizado de Internet, junto con restricciones a nivel nacional en las redes sociales. En respuesta a las protestas, la gente realizó manifestaciones en apoyo al gobierno en varias ciudades de Irán, en un intento de contrarrestar las protestas. El gobierno iraní se refirió a estas contraprotestas como “espontáneas”. Los manifestantes progubernamentales pidieron la ejecución de los manifestantes antigubernamentales y se refirieron a ellos como "soldados de Israel" mientras coreaban "Muerte a Estados Unidos" y "Muerte a Israel", lo que refleja la narrativa habitual de los gobernantes clericales de Irán de echar la culpa. por disturbios en países extranjeros. El 3 de octubre, en su primera declaración desde que comenzaron las protestas, el Líder Supremo, el Ayatollah Ali Khamenei, calificó los disturbios generalizados como "disturbios" y también trató de descartarlos como una conspiración extranjera.
La inscripción en la lápida de Amini dice en kurdo:
Kurdo: ژژینا گیان تۆ نامری. ناوت ئەبێتە ڕەم
romanizado: Jîna gyan para namirî. Nawit ebête remz.
"Amada Žina [Mahsa], no morirás. Tu nombre se convertirá en un código".
Algunas fuentes utilizan "llamada de movilización" o "símbolo" en lugar de "código" al traducir el epitafio.
Según Human Rights Iran, hasta el 8 de octubre de 2022, al menos 185 personas han muerto como resultado de la intervención del gobierno en las protestas, con gases lacrimógenos y fuego real, lo que convierte las protestas en las más mortíferas desde las protestas de 2019-2020 que resultaron en más de 1.500 muertes. La respuesta del gobierno a las protestas fue ampliamente condenada y el Departamento del Tesoro de los Estados Unidos sancionó a la Patrulla de Orientación y a varios altos funcionarios iraníes.

#### En las calles
El 17 de septiembre, horas después de la muerte de Amini, los manifestantes se reunieron frente al Hospital Kasra de Teherán, donde Amini había sida tratada. Grupos de derechos humanos informaron que las fuerzas de seguridad utilizaron gas pimienta contra los manifestantes y que varios fueron arrestados. Posteriormente, estallaron una serie de protestas por la muerte de Amini, incluso en Saqqez, su ciudad natal. Algunas gritaban “muerte al dictador” y consignas feministas kurdas como “mujer, vida, libertad”.
Un portavoz de Hengaw, un grupo kurdo de derechos humanos, dijo que “las instituciones de seguridad obligaron a la familia Amini a celebrar el funeral sin ninguna ceremonia para evitar tensiones”.

#### En las redes sociales
La golpiza y la muerte de Amini causaron indignación generalizada en varias redes sociales. El hashtag #MahsaAmini se ha convertido en uno de los hashtags más repetidos en el Twitter persa. El número de tuits y retuits de estos hashtags superó los 80 millones. Algunas mujeres iraníes han publicado vídeos en las redes sociales de ellas mismas cortándose el pelo en señal de protesta. El 21 de septiembre se informó que el gobierno iraní bloqueó el acceso a Internet a Instagram y WhatsApp e interrumpió el servicio de Internet en Kurdistán y otras partes de Irán en un intento de silenciar los disturbios. Hasta el 24 de septiembre, el hashtag #Mahsa_Amini y su equivalente persa batieron el récord de Twitter con más de 80 millones de tweets. Según el profesor Marc Owen Jones de la Universidad Hamad Bin Khalifa, de 108.000 cuentas en una muestra de manifestantes en línea, 13.000 se crearon en el mes de septiembre de 2022, lo que sugiere que miles de cuentas pueden ser falsas, presumiblemente por partidarios o antigubernamentales manejadores.

### Irán
El padre de Amini fue entrevistado por varios medios de comunicación internacionales sobre la muerte de su hija y respondió a las afirmaciones de funcionarios del gobierno iraní. En una llamada telefónica con él, el presidente iraní, Ebrahim Raisi, expresó su pesar por la muerte de Amini. El gobernador de la provincia de Kurdistán fue personalmente a la casa del padre de Amini y lo consoló por la muerte de su hija. En una entrevista con la BBC persa, su padre acusó a las autoridades de mentir sobre su muerte y señaló que cada vez que le preguntaban cómo pensaba que había muerto, su respuesta aparecía misteriosamente eliminada de las noticias locales. Señaló que las autoridades se negaron a dejarle ver a su hija en la clínica y que cuando finalmente vio su cuerpo antes del funeral, estaba completamente envuelto a excepción de su rostro y pies, los cuales tenían misteriosos moretones.
El conocido abogado iraní Saeed Dehghan calificó la muerte de Amini de “asesinato”.
El líder supremo de Irán, Ali Jamenei, lo calificó de "amargo incidente" y dijo que su "corazón estaba roto por la joven". Pero también dijo que “este caos fue planeado”, en referencia a las protestas. El presidente Ebrahim Raisi dijo que la muerte de Mahsa Amini será "perseguida", calificándola de "incidente trágico", pero afirmó que "el caos es inaceptable". Además, acusó a los países occidentales de aplicar "dobles estándares" en materia de derechos humanos y añadió: "¿Qué pasa con todas las personas asesinadas por la policía estadounidense? ¿Se investigaron todas esas muertes?".
El 17 de septiembre, el gran ayatolá iraní Ayatollah Bayat-Zanjani describió la Patrulla de Orientación como "no sólo un organismo ilegal y antiislámico, sino también ilógico". Dijo que el país no estaba respaldado por las leyes iraníes y estaba involucrado en “represión y actos inmorales”.
En octubre de 2022, la familia de Amini se quejó de haber recibido amenazas de muerte para advertirles que no participaran en las protestas.

#### Investigación y desarrollos
El presidente Ebrahim Raisi pidió al ministro del Interior, Ahmad Vahidi, que investigue a fondo la causa de su muerte. A principios de octubre, la Organización Médica Legal del poder judicial de Irán argumentó que Amini había muerto a causa de una enfermedad subyacente derivada de una cirugía cerebral que se sometió a la edad de ocho años.

#### Informe del Consejo de Derechos Humanos de las Naciones Unidas en 2024
En un informe publicado el 8 de marzo de 2024, el Consejo de Derechos Humanos de las Naciones Unidas concluyó que la muerte de Amini fue causada por la violencia física que sufrió mientras estaba bajo custodia policial moral. El informe responsabilizaba a Irán de su muerte y afirmaba que el gobierno intentó ocultar la verdad e intimidar a la familia de Amini en lugar de realizar una investigación imparcial. Además, el informe encontró evidencia de violaciones generalizadas de derechos humanos durante la respuesta de Irán a las protestas de 2022 y 2023, muchas de ellas constituyen crímenes contra la humanidad.

### Instituciones y organizaciones internacionales
Amnistía Internacional ha solicitado una investigación penal sobre la muerte sospechosa. Según esta organización, "todos los agentes y empleados responsables" de este caso deben ser llevados ante la justicia y "las condiciones que llevaron a su muerte sospechosa, que incluyen torturas y otros malos tratos en el centro de detención, deben ser investigadas penalmente". Watch calificó la muerte de Amini de "cruel" y exigió a las autoridades iraníes poner fin a la ley obligatoria del hijab y mejorar la situación de los derechos de las mujeres en el país. El grupo expresó preocupaciones adicionales sobre las aparentes represalias con fuerza letal por parte de funcionarios del gobierno ante las protestas. El Centro de Derechos Humanos de Irán declaró a Amini otra víctima de la "guerra contra las mujeres" de la República Islámica y dijo que la tragedia debería ser condenada enérgicamente en todo el mundo para evitar más violencia contra las mujeres en Irán. Humanistas Internacionales hicieron un llamamiento a los responsables del asesinato de Amini "para que sean responsables", condenó las "normas religiosas patriarcales estrictamente aplicadas" en Irán y añadió que "el velo obligatorio es una violación de los derechos humanos, y que los llamamientos a la 'moralidad' religiosa nunca pueden utilizarse para vigilar las decisiones de las mujeres, o para invalidar su igual dignidad y valor". Las Naciones Unidas anunciaron que la muerte de Amini y la presunta tortura deberían ser investigadas de forma independiente. Una declaración conjunta de expertos de la ONU "condenó enérgicamente la muerte de Mahsa Amini, de 22 años, que murió bajo custodia policial".

### Políticos
Políticos como Bill Clinton, Hillary Clinton, Nancy Pelosi, Nikki Haley, Jim Risch, Farah Pahlavi, Masoud Barzani, Justin Trudeau, Masud Gharahkhani, Annalena Baerbock, Mélanie Joly y otros reaccionaron ante la muerte de Amini. Javaid Rehman, relator especial de las Naciones Unidas, expresó su pesar por el comportamiento de la República Islámica de Irán y añadió: “Este incidente es una señal de violación generalizada de los derechos humanos en Irán”. El Ministerio de Asuntos Exteriores francés condenó las torturas que provocaron la muerte de Amini. El secretario de Estado de Estados Unidos, Antony Blinken, condenó el asesinato bajo custodia cometido por las fuerzas policiales iraníes y exigió el fin de tales acciones por parte del gobierno iraní. Mohaqeq Damad dijo: "El establecimiento de la fuerza para la promoción de las virtudes y la prevención del vicio tiene en realidad la intención de monitorear las acciones de los gobernantes, no de suprimir las libertades de los ciudadanos, y es una desviación de las enseñanzas islámicas".El presidente chileno, Gabriel Boric, durante su discurso en la Asamblea General de la ONU, rindió homenaje a Amini y pidió el fin del abuso de poder por parte de los poderosos en todo el mundo. Elahattin Demirtaş, ex copresidente encarcelado del Partido Democrático Popular (HDP), prokurdo, se afeitó la cabeza junto con su compañero de celda Adnan Mizrakli, ex alcalde de Diyarbakir. Varios funcionarios de la Unión Europea condenaron su muerte. Josep Borrell, jefe de política exterior de la UE, calificó su muerte de "inaceptable". Un portavoz emitió un comunicado anunciando que lo sucedido a Amini es inaceptable y que los autores de este asesinato deben rendir cuentas. El presidente estadounidense Joe Biden, en el discurso anual a los líderes mundiales en las Naciones Unidas el 21 de septiembre, se refirió a la situación de las mujeres en Irán y a la muerte de Amini y prometió solidaridad con las mujeres iraníes. Robert Malley, el representante estadounidense para asuntos iraníes, calificó la muerte de Amini como "horrible" y escribió: "La muerte de Mahsa Amini por las heridas sufridas bajo custodia por un hijab 'inapropiado' es espantosa. Nuestros pensamientos están con su familia". Irán debe poner fin a su violencia contra las mujeres por ejercer sus derechos fundamentales”.Olaf Scholz, canciller de Alemania, calificó de "terrible" la muerte de Amini bajo custodia policial y expresó su tristeza por la muerte de "mujeres valientes" en las protestas. elle que las mujeres deberían poder tomar sus propias decisiones y no vivir con miedo. El 26 de octubre de 2022, ministras de Asuntos Exteriores de una docena de países, encabezadas por la canadiense Melanie Joly, condenaron conjuntamente la violenta represión de Irán contra los derechos de las mujeres. En una declaración conjunta, dijeron: “Como ministras de Asuntos Exteriores, sentimos la responsabilidad de hacernos eco de las voces de las mujeres iraníes”.

### Celebridades
Varias celebridades y otras personas reaccionaron ante la muerte de Amini. La actriz estadounidense Leah Remini escribió en Twitter: “El asesinato de Mahsa Amini es inaceptable bajo cualquier circunstancia, pero el hecho de que fuera arrestada por llevar un hiyab inadecuado lo hace aún más terrible”. Khaby Lame, un influencer italiano de origen senegalés, escribió en su página de Instagram: "La mayor guerra por los derechos de las mujeres y los derechos humanos está ocurriendo nuevamente en Irán". El comediante y escritor iraní británico Shaparak Khorsandi, cuya familia huyó de Irán después de la revolución, dijo : "El régimen iraní mata a mujeres por intentar vivir libremente. Éste no es sólo el problema de Irán, es el problema del mundo. No mires hacia otro lado. Esta negación de los derechos humanos básicos es una afrenta a la dignidad humana. Mahsa Amini ya no puede hablar. El mundo debería actuar en solidaridad y amplificar su voz y la de todas las mujeres iraníes que se atreven a hablar por la elección y la democracia." El actor australiano Nathaniel Buzolic, publicando una foto de Amini en su Instagram, preguntó: "¿Dónde están las feministas? ¿Por qué el mundo está en silencio?" La actriz turca Nurgül Yeşilçay publicó una foto de Amini en su historia de Instagram y escribió: "Es desafortunado... Desafortunadamente para todas las mujeres del mundo". JK Rowling, autora de las novelas de Harry Potter, publicó en Twitter: "Así que el resto del mundo necesita seguir diciendo su nombre. #MahsaAmini murió a la edad de 22 años bajo custodia policial porque violó las normas sobre el hijab. Solidaridad con todos los iraníes que actualmente protestan."

### Otros
El grupo de hackers descentralizado Anonymous afirmó haber interrumpido varios sitios web del gobierno iraní y de medios afiliados al estado en apoyo de las protestas y publicó un video anunciando el apoyo del grupo a las protestas, junto con imágenes de las protestas. La edición de 2023 del proyecto artístico PaykanArtCar de Simin Keramati fue un homenaje a Amini.

### En las artes
La fotógrafa iraní-australiana Hoda Afshar ha creado una serie de 12 fotografías para una exposición en septiembre de 2023 en la Galería de Arte de Nueva Gales del Sur en Sydney. Llamada In Turn, la serie de fotografías muestra a cuatro mujeres iraníes-australianas vestidas de blanco y negro, trenzándose el cabello entre sí y primero sosteniendo una paloma blanca y luego soltándola. La serie se basa en un tipo de práctica ritual que llevaban a cabo los combatientes kurdos antes de partir a luchar contra el Estado Islámico y fue creada en respuesta a la muerte de Amini.

### Sanciones
Tras la muerte de Amini y las protestas asociadas, países y entidades como Estados Unidos, Canadá, el Reino Unido y la Unión Europea sancionaron a Irán por violaciones de derechos humanos relacionadas con la muerte de Amini y las protestas posteriores.